# Юн Гіджун
У цьому корейському імені прізвище (Юн) стоїть перед особовим ім'ям.
Юн Гіджун (кор. 윤기중; нар. 19 січня 1953 — пом. 15 серпня 2023) — південнокорейський економіст. Він є батьком президента Південної Кореї Юн Сук Йоля. Юн помер 15 серпня 2023 року у віці 91 року.

## Молодість та освіта
Юн народився 19 грудня 1931 року.
Його родовід веде свій початок від Юн Сіндаля, одного з засновників династії Корьо. Народився як нащадок 34-го покоління, він є сином Юн Хобьона. Закінчив середню сільськогосподарську школу Конджу, а потім економічний факультет Університету Йонсе.

## Кар'єра
У 1958 році він закінчив аспірантуру в аспірантурі університету Йонсе. Він навчався в одному з найкращих закладів — Університеті Хітоцубасі (Токійський комерційний університет) і був професором Університету Йонсе. З 1958 по 1997 рік він працював професором в університетах Ханян і Йонсе. До 1997 року він обіймав посаду професора прикладної статистики в Університеті Йонсе, а також був президентом Корейського статистичного товариства та Корейської економічної асоціації.